# 1976年モントリオールオリンピックのスウェーデン選手団
1976年モントリオールオリンピックのスウェーデン選手団（1976ねんモントリオールオリンピックのスウェーデンせんしゅだん）は、1976年7月17日から8月1日にかけてカナダのモントリオールで開催された1976年モントリオールオリンピックのスウェーデン選手団、およびその競技結果。

## 概要
今大会は金メダル4個、銀メダル1個の合計5個のメダルを獲得した。

## メダル
| メダル | 選手名                                                                                | 競技         | 種目              |
| ------ | ------------------------------------------------------------------------------------- | ------------ | ----------------- |
| 金     | アンデルス・ヤーデルード                                                              | 陸上         | 男子3000m障害     |
| 金     | ベルント・ヨハンソン                                                                  | 自転車       | 男子個人ロード    |
| 金     | ハンス・ヤコブソン カール・ボン・エッセン ロルフ・エドリング ヨーラン・フロドストロム | フェンシング | 男子エペ団体      |
| 金     | ヨン・アレブレックセン イングヴァル・ハンソン                                         | セーリング   | テンペスト級      |
| 銀     | ウルリカ・クナーペ                                                                    | 飛込         | 女子10m高飛び込み |